# 坂下恵理
坂下 恵理（さかした えり、1985年8月19日 - ）は、日本の気象予報士である。南気象予報士事務所所属、および気象キャスターネットワークの一員である。

## 略歴
茨城県日立市出身。フェリス女学院大学国際交流学部国際交流学科卒業。大学時代には神奈川県茅ヶ崎市に在住。『2007年度湘南江の島海の女王』に選ばれ、江の島・藤沢市の観光PR活動を行った。
大学を卒業後、2009年にNHK福島放送局の契約キャスターとなる。2011年10月に気象予報士の資格を取得し、2012年4月から2014年3月までNHK BS1で気象情報を担当。2014年3月31日からNHK大阪放送局で気象情報を担当している。

## 担当番組
☆印は現在出演中
- 福島耳より情報 ふくみみ - NHK福島放送局
- ワールドWaveモーニング - NHK BS1、2012年度から2013年度
- ニューステラス関西→ほっと関西  - NHK大阪放送局、2014年度から2023年度
- NEWS WEB - NHK大阪局発、2015年度
- ごごナマ おいしい金曜日 - NHK大阪放送局、2017年度から2020年9月25日
- 列島ニュース☆ - NHK大阪放送局、2020年6月・2020年度下半期から